# Крно, Иван
Иван Крно (словац. Ivan Krno, после эмиграции — Ivan Kerno; 1891,  Миява, Австро-Венгрия — 17 апреля 1961, Нью-Йорк, США) — словацкий юрист и дипломат.
В период между мировыми войнами работал в министерстве иностранных дел Чехословакии. Был членом чехословацкой делегации на Первом Венском арбитраже в 1938 году. В 1946—1952 годах был первым юридическим консультантом ООН и заместителем генерального секретаря ООН по юридическим вопросам. После того, как в 1948 году к власти в Чехословакии пришли коммунисты, остался в США и жил в эмиграции.